# Interstate 510
Pour les articles homonymes, voir Route 510.
L'interstate 510 est une courte autoroute inter-États de type connectrice de l'État de Louisiane, 10 miles au nord-est du centre-ville de La Nouvelle-Orléans. Elle se dirige vers le sud à partir de l'I-10, croise la US 90 et se termine à l'échangeur avec le boulevard Alomnaster, près des installations de la NASA. À partir de ce point, l'autoroute continue vers le sud au-dessus du Canal intercostal du Golfe via le Green Bridge.
L'Interstate est une portion de la Paris Road, une voie rapide de la municipalité qui s'étend du Mississippi jusqu'au Lac Pontchartrain.

## Description de la route

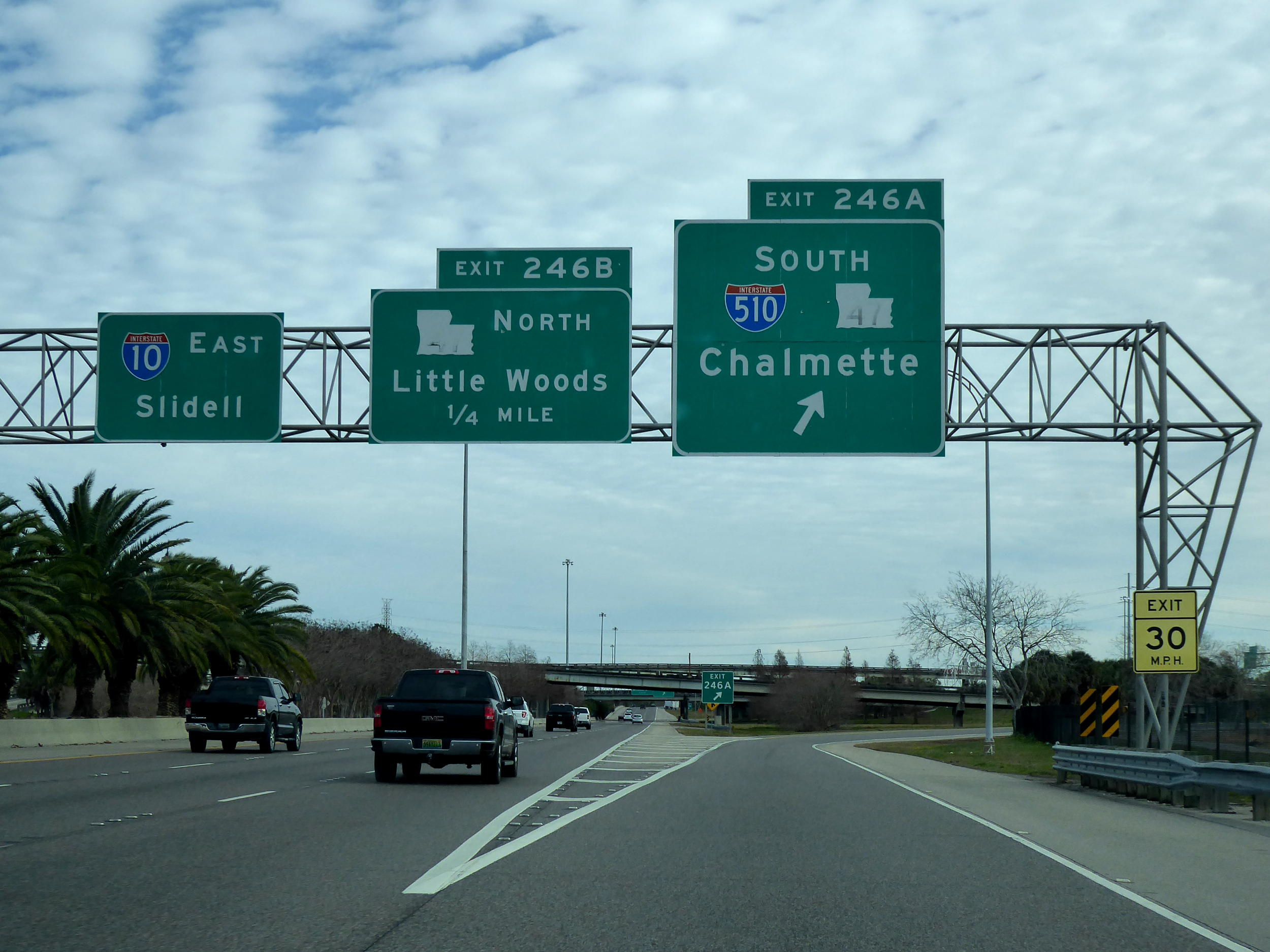
Terminus nord depuis l'I-10 en direction est

L'I-510 est en multiplex avec la LA 47 sur son entièreté. L'I-510 dessert les installations de Michoud, la ville de Chalmette et l'ancien Six Flags New Orleans.
Les sorties de l'I-510 sont numérotées depuis l'I-510 jusqu'au terminus, ce qui est la norme pour les autoroutes collectrices.

## Histoire
Ce qui deviendra éventuellement l'I-510 devait, à l'origine, remplacer la Paris Road, mais a régulièrement été reporté pour des questions environnementales. En 1981, une étude environnementale a été conduite et la construction de l'autoroute collectrice débuta en 1985. Le projet de 85 millions de dollars a été inauguré en novembre 1992. L'I-510 a déjà été considérée comme pouvant faire partie d'un projet plus long, l'I-410, qui aurait aussi incorporé l'I-310, plus à l'ouest. L'ensemble du projet aurait alors contourné La Nouvelle-Orléans par le sud, mais fut abandonné.
Des discussions ont lieu pour remettre ce projet de voie de contournement à l'étude.

## Liste des sorties
| Interstate 510          |                     |      |      |        |                                         |                                                                                   |
| Paroisse                | Municipalité        | mi   | km   | Sortie | Intersections / Destinations            | Notes                                                                             |
| Orléans                 | La Nouvelle-Orléans | 0,00 | 0,00 | —      | LA 47 (en) nord – Little Woods          | Terminus nord; sortie direction nord, entrée direction sud; sortie 246B de l'I-10 |
| Orléans                 | La Nouvelle-Orléans | 0,00 | 0,00 | 1A     | I-10 – La Nouvelle-Orléans, Slidell     | Sortie 246A de l'I-10                                                             |
| Orléans                 | La Nouvelle-Orléans | 1,15 | 1,85 | 1B     | Lake Forest Boulevard                   |                                                                                   |
| Orléans                 | La Nouvelle-Orléans | 2,28 | 3,67 | 2A     | US 90 (Chef Menteur Highway)            | Indiqué sortie 2A (ouest) et 2B (nord) en direction nord                          |
| Orléans                 | La Nouvelle-Orléans | 2,91 | 4,68 | 2C     | Almonaster Boulevard, Old Gentilly Road |                                                                                   |
| Orléans                 | La Nouvelle-Orléans | 3,04 | 4,89 | —      | LA 47 (en)                              | Terminus sud                                                                      |
| - Terminus de multiplex |                     |      |      |        |                                         |                                                                                   |